# Иберийское княжество
Иберийское княжество (груз. ქართლის საერისმთავრო) — грузинская феодально-политическая единица раннего средневековья в регионе Картли (также называемое Иберией). Существовало в период междуцарствия с VI по IX века, когда в Картли правили «эрисмтавари» (верховные князья). Княжество было основано вскоре после свержения Сасанидами местной царственной династии Хосроидов, около 580 года. Существовало до 888 года, когда членом династии Багратиони было восстановлено Картвельское царство. Его границы сильно изменялись в результате конфликтов с персами, византийцами, хазарами, арабами и соседними кавказскими правителями.
Во время существования княжества закончилось формирование Грузинской христианской церкви, процветала грузинская литературная традиция, возникла грузинская семья Багратидов, и началось культурное и политическое объединение различных феодальных анклавов в объединенное Грузинское царство.

## История
Когда в 580 году умер царь Иберии Бакур III, иранцы решили ликвидировать иберийскую монархию. Таким образом Иберия-Картли стала персидской провинцией, управляемой марзпаном (губернатором). Картлийские дворяне не оказали сопротивления, в то время как наследники царского дома ушли в свои укрепленные владения — главная линия Хосроидов в Кахетии и младшая ветвь Гуарамидов в Кларджети и Джавахети. Тем не менее, прямой персидский контроль привел к значительному росту налогов и успешному продвижению зороастризма в христианской стране. Поэтому, когда в 582 году византийский император Маврикий начал войну с Ираном, картлийская знать попросила восстановить картлийскую монархию. Маврикий согласился, и в 588 году послал своего протеже, Гуарама I, в качестве нового правителя в Картли. Гуарам не был коронован как царь, но был признан верховным князем (эрисмтаваром) и куропалатом Иберии. Византийско-сасанидский Ктесифонский договор в 590 году подтвердил такое положение вещей, и территория Картли осталась разделённой на части с преобладанием византийцев на западе и персов в городе Тбилиси.
Таким образом, образование княжества ознаменовало господство династической аристократии в Картли и было компромиссным решением на фоне византийско-сасанидского соперничества за контроль над Кавказом. Картлийские эрисмтавари, как ведущие местные политические власти, должны были утверждаться в Константинополе. Их титулы имеют различные названия в грузинских источниках: «эриставт-мтавари», «эрис-мтавари», «эриставт-эристави» или просто «эристави». С. Н. Джанашиа  определил сущность эрисмтаваров как «primus inter pares» («первый среди равных»). Большинство из них были дополнительно наделены различными византийскими титулами. Например, восемь из четырнадцати эрисмтаваров носили титул Куропалат, один из самых высоких в Византии. Однако из средневековых грузинских летописей ясно, что эти эрисмтавари, хотя и пользовались лояльностью дворян, обладали ограниченными возможностями, поскольку они не могли лишать других эриставов их «эриставства» («герцогства»), так как у тех были грамоты от шаха или императора, утверждающие неприкосновенность их власти в эриставствах.
Предлагая свою защиту, византийские императоры стремились ограничить сасанидское, а затем и исламское влияние на Кавказе, но картлийские эрисмтавари не всегда были последовательны в своей провизантийской политике, и, в силу политической целесообразности, иногда признавали сюзеренитет соперничающих региональных держав.
Преемник Гуарама, второй эрисмтавар Стефаноз I Великий, переориентировал свою политику в отношении Персии, таким образом пытаясь воссоединить разделенную Картли, но это стоило ему жизни, когда византийский император Ираклий I напал на Тбилиси в 626 году. Ираклий передал власть более провизантийскому члену дома Хосроидов, который, тем не менее, был вынужден признать сюзеренитет Омейядского халифа в 640-х годах в соответствии с т. н. «охранной грамотой». Главными пунктами в этой грамоте были следующие:
1. арабы обязывались не вмешиваться в религиозную жизнь населения Картли;
2. грузинам предписывалось платить в пользу арабов джизью;
3. запрещалось объединять дворы для уменьшения налога;
4. грузины обязывались оказывать помощь арабскому войску;
5. арабы брали на себя охрану Картли от внешних врагов.

«Мы, верующие, порабощены, испытывая насилия и лишения, будучи скованы нищетой, как железом, страдающие и изнывающие под тяжестью их дани».
В 681/2 году картлийские эрисмтавари присоединились к армянским и албанским князьям в общем восстании против арабской гегемонии, которое закончилось смертью эрисмтавара Адарнасе II. После свержения их власти, Хосроиды удалились в Кахетию, где правили как региональные князья, пока их линия не пресеклась к началу IX века. Гуарамиды, вернувшиеся к власти, столкнулись с трудной задачей маневрирования между византийцами и арабами. Ситуация в Картли начала ухудшаться, князья должны были платить налоги не только арабам, но и византийцам. Также княжество страдало от набегов хазар, что ещё хуже влияло на Картли.
Арабы, прежде всего озабоченные сохранением контроля над городами и торговыми путями, лишили картлийских эрисмтаваров города Тбилиси, где в 730-х годах был установлен мусульманский эмир, которому подчинили эрисмтавара. С этого времени картлийские эрисмтавари сидели в Уплисцихе и обладали лишь ограниченной властью над местными грузинскими азнаурами, которые, укрепившись в своих горных замках, пользовались определённой свободой. На смену Гуарамидам пришли Нерсианиды между 748 и 779/80, которые исчезли к 786 году. В этом году произошло кровавое преследование мятежных грузинских дворян, организованное Хузаймой ибн Хазимом, арабским наместником (вали) Кавказа. Последний Гуарамидский принц Стефан, вероятно, тот неназванный молодой иберийский князь, который был упомянут армянским летописцем Гевондом среди кавказских династий, как казненный арабским наместником. Арчил в невыносимой ситуации умолял о мире. Хузайма ибн Хазим обещал Арчилу подарки в обмен на принятие ислама, но принц отказался и был приговорен к тюремному заключению. Ибн Хазим усилил свои попытки по привлечению Арчила к исламу и пообещал сделать его «генералом» и «царем», но когда понял, что его усилия напрасны, то приказал обезглавить князя. После смерти Арчила его сын Иоанэ эвакуировался в Эгриси, а Джуаншер остался в Кахети, а позже женился на принцессе Латаври (дочь Адарнасе Багратиони).
В конце VIII века арабы упразднили эрисмтаварство в Картли.

### Возрождение при Багратидах
После неудачного восстания против арабов в 772 году ветвь могущественной армянской семьи Багратидов переселилась в Тао. Тот факт, что Адарнасе (сын Васака) прибыл в Грузию, что он просил лан у царя Арчила и стал его вассалом (получив от Арчила Шулавер и Артаани ок. 780 года), показывает, что он был изгнан из Тао другими Багратидами или, возможно, князем Мамиконяном; но, став родственником грузинского царствующего дома, настолько укрепил свое положение, что смог вернуть свои владения в долине Чорох и проложить путь своему сыну Ашоту I к власти в Грузии.
Потерпев поражение в борьбе против арабов, Ашот (эристав 786—809 гг.) покинул Картли и обосновался со своей семьей и сторонниками в Южной Грузии. Здесь он восстановил город Ардануч, сделав его своей резиденцией. Ашот своими силами боролся против арабов, постепенно распространив свою власть на всю Южную Грузию. С. Рап отмечает, что Ашот I, быстро перебравшись в смешанную армяно-картвельскую среду, сместил более слабого князя из династии Гуарамидов в 813 году. В 813 году император Византии Лев V Армянин присвоил Ашоту титул Куропалата. Ашот постепенно стал настолько могущественным, что не только распространил своего правителя на Тао (Северная часть Тайка или верхняя Тао незадолго до этого была отнята Гуарамидами у армянского рода Мамиконянов), Испир и всю долину Чорох, но и сумел удержать Восточную Грузию, господство над которой оспаривалось эмиром Тифлиса и правителем Кахетии. Утверждение Ашота в Тао-Кларджети положило начало тысячелетнему правлению грузинских Багратидов. 
В 888 году Адарнасе IV, который стал победителем в затяжной династической борьбе, сумел восстановить грузинскую царскую власть, приняв титул «картвелта мепе» (царя грузин).

## Эрисмтавари Картли/Иберии
| Князья | Период правления       | Династия   |
| --- | ---------------------- | ---------- |
| 1. Гуарам I | 588 – ок. 590          | Гуарамиды  |
| 2. Стефаноз I | 590 – 627              | Гуарамиды  |
| 3. Адарнасе I | 627 – 637/642          | Хосроиды   |
| 4. Стефаноз II | 637/642 – ок. 650      | Хосроиды   |
| 5. Адарнасе II | 650 – 684              | Хосроиды   |
| 6. Гуарам II | 684 – ок. 693          | Гуарамиды  |
| 8. Гуарам III | 693 – ок. 748          | Гуарамиды  |
| 9. Адарнасе III | 748 – ок. 760          | Нерсианиды |
| 10. Нерсе | 760 – 772, 775–779/780 | Нерсианиды |
| 11. Стефаноз III | 779/780 – 786          | Гуарамиды  |
| Аббасидская оккупация Картли (786–813) В 786 году Аббасидский халифат упразднил Картлийское эрисмтаварство и присоединил его. Только при поддержке Византии в 813 году, было восстановлено эрисмтаварство в Картли. |                        |            |
| 12. Ашот I | 813 – 830              | Багратиды  |
| 13. Баграт I | 842/843 – 876          | Багратиды  |
| 14. Давид I | 876 – 881              | Багратиды  |
| 15. Гурген I | 881 – 888              | Багратиды  |